# Olympische Sommerspiele 2024/Teilnehmer (Amerikanisch-Samoa)
| Gelbes Symbol für Goldmedaillen mit stilisierten Olympischen Ringen | Graues Symbol für Silbermedaillen mit stilisierten Olympischen Ringen | Braundes Symbol für Bronzemedaillen mit stilisierten Olympischen Ringen |
| ------------------------------------------------------------------- | --------------------------------------------------------------------- | ----------------------------------------------------------------------- |
| —                                                                   | —                                                                     | —                                                                       |

Amerikanisch-Samoa nahm an den Olympischen Spielen 2024 vom 26. Juli bis zum 11. August 2024 in Paris mit zwei Athleten teil. Es war die insgesamt zehnte Teilnahme an Olympischen Sommerspielen.

## Teilnehmer nach Sportarten

### Leichtathletik
Laufen und Gehen
| Athleten               | Wettbewerb | Vorrunde     | Vorrunde | 1. Runde      | 1. Runde      | Halbfinale    | Halbfinale    | Finale        | Finale        | Rang |
| Athleten               | Wettbewerb | Zeit         | Rang     | Zeit          | Rang          | Zeit          | Rang          | Zeit          | Rang          | Rang |
| ---------------------- | ---------- | ------------ | -------- | ------------- | ------------- | ------------- | ------------- | ------------- | ------------- | ---- |
| Frauen                 |            |              |          |               |               |               |               |               |               |      |
| Filomenaleonisa Iakopo | 100 m      | 12,78 s (NR) | 8        | ausgeschieden | ausgeschieden | ausgeschieden | ausgeschieden | ausgeschieden | ausgeschieden | 82   |

### Schwimmen
| Athleten    | Wettbewerb  | Vorlauf     | Vorlauf | Halbfinale    | Halbfinale    | Finale        | Finale        | Rang |
| Athleten    | Wettbewerb  | Zeit        | Rang    | Zeit          | Rang          | Zeit          | Rang          | Rang |
| ----------- | ----------- | ----------- | ------- | ------------- | ------------- | ------------- | ------------- | ---- |
| Männer      |             |             |         |               |               |               |               |      |
| Micah Masei | 100 m Brust | 1:05,95 min | 34      | ausgeschieden | ausgeschieden | ausgeschieden | ausgeschieden | 34   |